# Apatelantha
Apatelantha, biljni rod iz porodice medićevki smješten u tribus Chloantheae dio potporodice Prostantheroideae. Pripada mu 5 endemskih vrsta grmova i polugrmova u Zapadnoj Australiji.
Rod je kao nov opisan 2021. godine. 

## Etimologija
Naziv "Apatelantha" potječe iz starogrčkih korijena, gdje "apata" znači varljiv, a "lantha" znači skriveno mjesto. Ova etimologija odražava zanimljive navike rasta biljke i njezinu sposobnost da uspijeva na manje dostupnim područjima prirode.

## Fizičke karakteristike
Biljke Apatelantha općenito se odlikuju svojim mesnatim i sočnim lišćem. Listovi mogu jako varirati u veličini i obliku, često imaju izrazito svijetle boje koje mogu varirati od živih zelenih do prošaranih crvenih i ljubičastih. Cvjetovi su, kad ih ima, mali, ali šareni, obično grupirani u grozdove na krajevima stabljika.

## Prepoznatljive osobine
- Oblik lista: Lišće je obično široko i sukulentno.
- Struktura cvijeta: Cvjetovi su čvrsto raspoređeni u grozdove što im daje živopisan izgled.[2]

## Ekološki značaj
Rod Apatelantha igra značajnu ulogu u svojim izvornim ekosustavima. Ove biljke nisu samo lijepe za vidjeti, već služe i kao ključni izvori hrane za razne oprašivače, osobito pčele i leptire. Jedinstvene karakteristike Apatelantha također osiguravaju staništa za male kukce i druge člankonošce, pridonoseći zamršenoj mreži života koja ih okružuje.

## Preferirana klima i tlo
Vrste Apatelantha obično uspijevaju u sušnim do polusušnim klimama, često se nalaze u kamenitim, dobro dreniranim tlima. Ove prilagodljive biljke mogu se nositi s fluktuacijama u razinama vlage, pokazujući svoju otpornost. Često se uočavaju u područjima koja odražavaju suše uvjete, kao što su savane ili kamenjari, gdje bi se druge biljke mogle boriti za preživljavanje.

## Rast i razmnožavanje
Ove biljke pokazuju izvanredne navike rasta, često rastu u skupinama ili rozetama. Apatelantha može biti jednogodišnja i višegodišnja, što znači da može dovršiti svoj životni ciklus u samo jednoj sezoni ili opstati više godina, ovisno o vrsti i uvjetima okoliša. Razmnožavanje se događa putem sjemena, koje se može raspršiti vjetrom ili ga mogu prenijeti životinje, pomažući biljkama da koloniziraju nova područja.

## Prirodno područje i rasprostranjenost
Vrste Apatelantha prvenstveno nastanjuju regije sušnh krajolik;a. Ova distribucija naglašava prilagodljivost biljke različitim geografskim kontekstima, gdje im njihove jedinstvene osobine omogućuju da uspijevaju čak i u manje ugodnim okruženjima.
Uobičajeni štetnici i bolesti
Unatoč svojoj otpornosti, biljke Apatelantha osjetljive su na razne štetnike i bolesti. Lisne uši i brašnaste stjenice mogu ih povremeno ciljati, privučene njihovim sočnim lišćem. Štoviše, prekomjerno zalijevanje može dovesti do truljenja, posebno u slabo dreniranim tlima, što predstavlja značajnu prijetnju ovim inače otpornim biljkama.

## Ljudska upotreba
Iako Apatelantha možda nema široku komercijalnu upotrebu, ove biljke mogu poslužiti u estetske svrhe u vrtovima, osobito u kseriscapingu - pokušaju uređenja krajolika na načine koji smanjuju ili eliminiraju potrebu za navodnjavanjem. Njihov upečatljiv izgled i sposobnost zadržavanja vlage učinili su ih popularnim izborom među vrtlarima koji traže opcije otporne na sušu.

## Status zaštite
Trenutno vrste Apatelantha nisu suočene s neposrednom prijetnjom izumiranja; međutim, gubitak staništa i klimatske promjene predstavljaju ozbiljne probleme za mnoge biljne svojte na globalnoj razini. Napori za očuvanje često uključuju očuvanje prirodnih staništa kako bi se osiguralo da ove jedinstvene biljke nastave cvjetati uz druge vrste i ekosustave.

## Vrste
1. Apatelantha albicans (Hook.) T.C.Wilson & Henwood
2. Apatelantha chrysotricha (F.Muell.) T.C.Wilson & Henwood
3. Apatelantha insignis (E.Pritz.) T.C.Wilson & Henwood
4. Apatelantha lachnostachya (C.A.Gardner) T.C.Wilson & Henwood
5. Apatelantha viscida (E.Pritz.) T.C.Wilson & Henwood